# Район Нісі (Наґоя)
Райо́н Ні́ші (яп. 西区, にしく, МФА: [ɲiɕi̥ ku]) — район міста Наґоя префектури Айті в Японії.  Площа становить 17,89 км². Станом на 1 серпня 2011 року населення складало 145 050  осіб, густота населення — 8110 осіб/км².